# Đèo Mụ Giạ

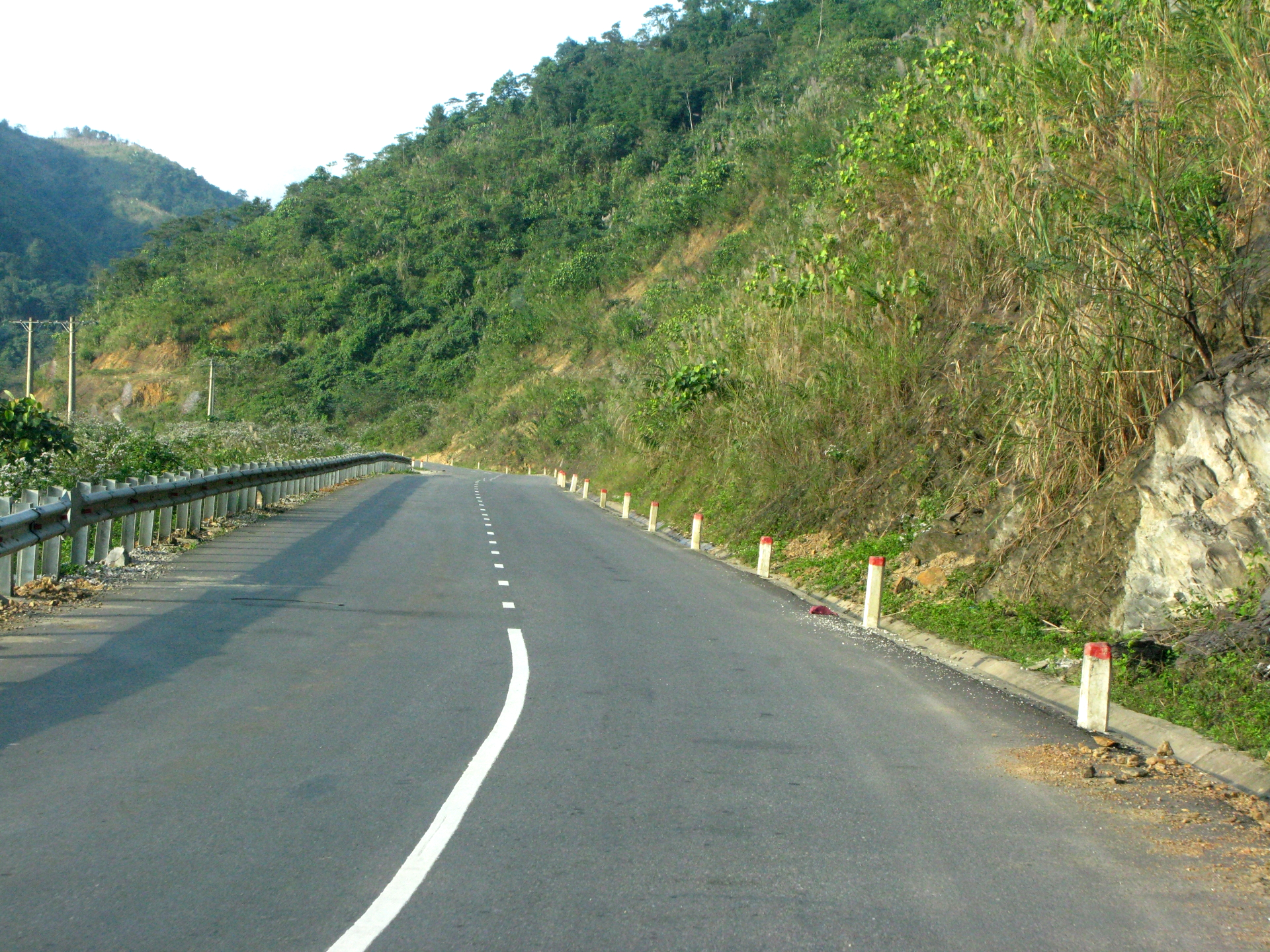
Một đoạn đường trên đèo Mụ Giạ

Đèo Mụ Giạ, có nơi ghi là đèo Mụ Già, là đèo trên quốc lộ 12A ở huyện Minh Hóa tỉnh Quảng Bình tới cửa khẩu Cha Lo ở biên giới Việt Nam-Lào .
Đèo thuộc địa phận 3 xã Hóa Thanh, Trọng Hóa và Dân Hóa huyện Minh Hóa, cao khoảng 480 mét, dài khoảng 20 km từ ngã ba Khe Ve (xã Hóa Thanh) đến gần cửa khẩu Cha Lo (xã Dân Hóa).

## Lịch sử
Thời Pháp thuộc, chính quyền thực dân có kế hoạch đào một hệ thống hầm đường bộ xuyên qua núi dưới đèo Mụ Giạ phục vụ cho tuyến đường sắt từ Tân Ấp tới Thakhek (Lào). Sau do vấn đề ngân sách và kỹ thuật, hầm đường bộ dù đã bắt đầu được thi công phải bỏ dở. Thay vào đó, chính quyền thực dân cho dựng tuyến cáp treo dài 40 km (cách gọi cũ là "không trung thiết lộ") chạy từ Xóm Cục tới Naphao (Lào). Bằng tuyến đường sắt Tân Ấp-Xóm Cục và tuyến cáp treo Xóm Cục-Naphao, hàng hóa từ Việt Nam được vận chuyển sang Lào và thiếc khai thác ở Thakhek được vận chuyển ra các cảng miền Trung. Trong chiến tranh Đông Dương, tuyến cáp treo này đã bị phá hủy.
Con đèo này trở thành mục tiêu chiến lược sau khi quân Pathet Lào chiếm được khu vực tiếp giáp bên đất Lào năm 1961, mở đường cho lực lượng cộng sản xâm nhập lãnh thổ Việt Nam Cộng hòa dùng đất Lào làm tuyến chuyển tiếp trong chiến tranh Việt Nam. Công binh Việt Nam Dân chủ Cộng hòa đã được huy động để tạo ra lối đi trên đỉnh đèo vượt từ Đông Trường Sơn sang Tây Trường Sơn, xây dựng hệ thống đường ống xăng dầu ở khu vực đèo Mụ Giạ để cấp nhiên liệu cho các phương tiện vận tải của Bắc Việt Nam thâm nhập vào miền Nam. Một trong những mục tiêu đầu tiên ở Bắc Việt mà Hoa Kỳ dùng pháo đài bay B-52 tấn công là đèo Mụ Giạ.
Năm 2003, chính phủ Cộng hòa Dân chủ Nhân dân Lào đề xuất xây dựng tuyến đường sắt từ Thakhek qua Mụ Giạ xuống cảng Vũng Áng. Tháng 12 năm 2007 Bộ Giao thông vận tải Việt Nam đã giao cho Cục Đường sắt Việt Nam lập báo cáo đầu tư xây dựng tuyến đường sắt qua Mụ Giạ sang Lào này.